# Con Conrad
Con Conrad, geboren als Conrad K. Dober (New York, 18 juni 1891 – Van Nuys, 28 september 1938), was een Amerikaanse componist en muziekproducent.

## Biografie
In 1912 werd Dobers eerste nummer Down in Dear Old New Orleans uitgebracht. In 1913 produceerde hij de Broadway-show The Honeymoon Express, waaraan o.a. Al Jolson meewerkte. Vanaf 1918 werkte hij samen met de songwriter Henry Waterson. In 1920 had hij zijn eerste succes met de songs Margie en Palesteena. Bekende nummers volgden, zoals Ma, He's Making Eyes at Me, You've Got to See Mama Ev'ry Night, Memory Lane, Lonesome and Sorry en Come on Spark Plug.
Vanaf 1923 concentreerde hij zich op het podium en schreef hij de muziek voor Broadway-shows zoals The Greenwich Follies, Moonlight, Betty Lee, Kitty's Kisses en Americana. Na zijn geld te hebben verloren in talloze mislukte shows, ging hij in 1929 naar Hollywood. Daar werkte hij in films als Fox Movietone Follies, Palmy Days, Tanz mit mir! en Here’s to Romance. In 1934 ontving hij samen met zijn songcomponist Herb Magidson de eerste Academy Award voor het beste nummer voor The Continental. In 1970 werd Conrad postuum opgenomen in de Songwriters Hall of Fame.

## Overlijden
Con Conrad overleed in september 1938 op 47-jarige leeftijd.
- Biblioteca Nacional de España: XX1061596
- Bibliothèque nationale de France: cb139424503 (data)
- Gemeinsame Normdatei: 1052704859
- International Standard Name Identifier: 0000 0001 0916 1036
- Library of Congress Control Number: no89003976
- Nationale Bibliotheek van Letland: 000084822
- MusicBrainz: e0d5ee4b-14af-42bc-8fd2-8a1ed84a592a
- Nationale Bibliotheek van Tsjechië: xx0130754
- Nationale Bibliotheek van Israël: 987007522671705171
- Istituto Centrale per il Catalogo Unico: MUSV017543
- SNAC: w6wm3pmk
- Trove: 1193120
- Virtual International Authority File: 74042208
- WorldCat: E39PBJj4xDBffGFcmy8CqYpF8C